# Lhotka (Lanžov)
Lhotka je malá vesnice, část obce Lanžov v okrese Trutnov. Nachází se asi 2 km na jihozápad od Lanžova. V roce 2009 zde bylo evidováno 41 adres. V roce 2001 zde trvale žilo 24 obyvatel.
Lhotka leží v katastrálním území Lanžov o výměře 5,63 km2.